# Fine (canção)
"Fine" é uma canção da cantora sul-coreana Taeyeon gravada para seu primeiro álbum de estúdio, My Voice (2017). Foi lançada como um single em 28 de fevereiro de 2017 pela SM Entertainment. As letras de "Fine" são de autoria de Jin Ri, enquanto sua música foi composta por Michael Woods, Kevin White, Andrew Bazzi, Shaylen Carroll e MZMC. Musicalmente, "Fine" é uma canção pop alternativa, que possui letras sobre o fim de um relacionamento.
O tema recebeu críticas positivas dos críticos musicais, que elogiaram os vocais de Taeyeon. "Fine" estreou no topo da tabela sul-coreana Gaon Digital Chart, onde permaneceu na primeira posição por mais uma semana, além de posicionar-se na sétima posição da estadunidense Billboard World Digital Songs. Para promover a canção, Taeyeon se apresentou em três programas musicais: Music Bank, Show! Music Core e Inkigayo.
O vídeo musical correspondente de "Fine", foi lançado na mesma data da canção e retrata Taeyeon relembrando um relacionamento passado.

## Antecedentes e composição
Em 14 de fevereiro de 2017, a SM anunciou o lançamento do primeiro álbum de estúdio de Taeyeon, a ser disponibilizado no fim do mês de fevereiro, o álbum recebeu o título de My Voice, enquanto a faixa-título e single principal  foi revelado como sendo a faixa "Fine", a ser lançada na mesma data do álbum. A canção pop inicia-se de forma a possuir uma melodia suave. Taeyeon traz seus vocais crescentes para o refrão, que utiliza-se do gancho ("não está bem"), para negar a calma original da faixa e de acordo com a Billboard: "pintar de forma audível o turbilhão de emoções que acompanha o coração partido".

## Promoção
A fim de promover o lançamento de "Fine", Taeyeon apresentou-se pela primeira vez no programa Music Bank da KBS em 3 de março de 2017. Ela subsequentemente cantou a canção nos programas Show! Music Core da MBC e Inkigayo da SBS, nos dois dias seguintes. Além disso, um vídeo musical dirigido por Seong Chang-won, foi lançado em 28 de fevereiro de 2017, sendo descrito pela colunista Tamar Herman da Billboard como possuindo um visual "artístico", na produção, Taeyeon é mostrada relembrando um relacionamento passado.

## Recepção

### Crítica profissional
Hyun Min-young da IZM elogiou os vocais de Taeyeon em "Fine" e comparou seus estilos musicais aos da cantora estadunidense Taylor Swift. Jeff Benjamin da Billboard rotulou "Fine" como "uma versão sônica 2.0" do single "I" lançado por Taeyeon em 2015, enquanto elogiou seus vocais considerados "edificantes".

### Reconhecimento
| Ano  | Prêmio                  | Categoria                 | Resultado | Ref.  |
| ---- | ----------------------- | ------------------------- | --------- | ----- |
| 2017 | Melon Music Awards      | Melhor Balada             | Indicado  | [ 6 ] |
| 2018 | Golden Disc Awards      | Bonsang Digital           | Indicado  | [ 7 ] |
| 2018 | Gaon Chart Music Awards | Canção do Ano – Fevereiro | Indicado  | [ 8 ] |

| Programa    | Emissora | Data                | Ref.   |
| ----------- | -------- | ------------------- | ------ |
| M Countdown | Mnet     | 9 de março de 2017  | [ 9 ]  |
| Music Bank  | KBS      | 10 de março de 2017 | [ 10 ] |

## Desempenho nas paradas musicais
"Fine" estreou diretamente no topo da tabela sul-coreana Gaon Digital Chart, na semana correspondente a 26 de fevereiro a 4 de março de 2017. Em suas tabelas componentes, a canção atingiu o topo da Gaon Download Chart com vendas de 251,751 downloads digitais pagos e estreou em número três na Gaon Streaming Chart com 5,057,692 streams, ambas posições referente a semana de 26 de fevereiro a 4 de março de 2017. Na semana seguinte, "Fine" permaneceu no topo da Gaon Digital Chart e posicionou-se em seu pico de número dois pela Gaon Streaming Chart ao obter 5,533,647 streams, na semana referente a 5 a 11 de março de 2017. Posteriormente, "Fine" tornou-se a canção de melhor desempenho na Gaon Digital Chart no mês de março e conquistou vendas totais na Coreia do Sul de 2,5 milhões de cópias. Pela Billboard K-pop Hot 100, a canção posicionou-se em seu pico de número 45 na semana correspondente a 29 de maio a 4 de junho de 2017.
Internacionalmente, "Fine" estreou em seu pico de número sete pela tabela estadunidense Billboard World Digital Songs, na semana referente a 18 de março de 2017.
| Parada musical (2017)                          | Melhor posição |
| ---------------------------------------------- | -------------- |
| Coreia do Sul (Gaon Digital Chart)             | 1              |
| Coreia do Sul (Billboard K-pop Hot 100)        | 45             |
| Estados Unidos (Billboard World Digital Songs) | 7              |

| Parada musical (2017)              | Posição |
| ---------------------------------- | ------- |
| Coreia do Sul (Gaon Digital Chart) | 43      |

## Créditos e pessoal
A elaboração de "Fine" atribui os seguintes créditos adaptados do encarte do álbum My Voice
Produção
- Lee Min-kyu – gravação pela S.M. Big Shot Studio
- Gu Jong-mil – mixagem pela S.M. Yellow Tail Studio
- Tom Coyne – masterização pela Sterling Sound

Pessoal
- Taeyeon – vocais, vocais de apoio
- Choi Young-kyung – vocais de apoio
- Jin Ri – letras em coreano
- Michael Woods – composição
- Kevin White – composição
- Andrew Bazzi – composição
- Shaylen Carroll – composição
- MZMC – composição
- Rice n' Peas – arranjo
- G-High – direção vocal, operador de Pro Tools